# HD 18185
HD 18185，又名CP-63 197，SAO 248673、HR 866，是一颗恒星，视星等为6.03，位于銀經282.43，銀緯-49.13，其B1900.0坐标为赤經2h 50m 9.9s，赤緯-63° -49.13′ 6″。